# Соцгород (Новокузнецк)
Соцго́род — жилой микрорайон комплексной застройки типа соцгород в Центральном районе Новокузнецка. Соцгород расположен на улицах Хитарова и Энтузиастов на территории СТОСа 5 Центрального района между проспектами Курако и Металлургов

### До Кузнецкстроя
На территории находилась деревня Бессоново. Располагалась от нынешнего Крытого рынка до школы 26. Включала территорию бани, 1 корпуса НГПИ, школу 25 (интернат?), дворца металлургов, трикотажной фабрики. Последние дома (улица Старобессонова Сталинска) ликвидированы в 1949 году

## Застройка

### Проектные работы
Проект Соцгорода Новокузнецка разработан в 1930 годах главным архитектором Франкфурта-на-Майне Эрнстом Майем и включал в себя 40 домов.
Особенностью проекта так же стала разработанная Маргарете Шютте-Лихоцки франкфуртская кухня, послужившая прототипом встраиваемой кухонной мебели, наиболее распространённой сегодня в странах Европы и Северной Америки. Основываясь на исследованиях американского специалиста Фредерика Тейлора и собственных исследованиях, Лихоцки разработала компактную и эргономичную модель кухни.
По проекту Маргарете Шютте-Лихоцки был построен детский сад по адресу Хитарова, 26 а.

### Кузнецкстрой
В 1930-х годах сталинская индустриализация СССР превратила город Новокузнецк в важный угледобывающий и промышленный центр. В этот же период ударными темпами строились и дома для строительных отрядов и молодых семей кузнецкстроя. Дома Соцгорода по проекту Эрнста Майя предусматривали только временное обитание его жителей для приготовления и приёма пищи, а также сна. Отдых советских людей подразумевался только коллективный, равно как и труд, а потому дома того периода не предусматривали больших площадей для индивидуально семейного отдыха в квартире.
В конце 1938 начале 1939 годов открывается ресторан «Москва», построенный по самым современным технологиям того времени и ставший центральным заведением для жителей города.
С 1941 входит в состав Молотовского (Центрального) района.

## Восстановление Соцгорода
В 2011 году общественный деятель и руководитель проекта по восстановлению старого центра г. Новокузнецка «Кузбасс Соцгород» Павел Владимирович Клепиков начал реализацию мероприятий проекта. Реконструкция первого дома Соцгорода состоялась в 2011 году при проведении капитального ремонта многоквартирного дома Металлургов 35.
В период 2011—2014 гг. выполнена реконструкция 7 домов Соцгорода, обустроен Парк советской скульптуры, построена спортивная площадка, выполнена инсталляция «Путь в светлое будущее».

### 2011 год
В рамках программы капитального ремонта с привлечением средств Фонда содействия реформированию ЖКХ был отремонтирован первый дом Соцгорода — пр. Металлургов, 35.

### 2012 год
В рамках программы капитального ремонта с привлечением средств Фонда содействия реформированию ЖКХ были отремонтированы дома по ул. Хитарова 18 и ул. Энтузиастов 47.

### 2013 год
Создан Парк советской скульптуры где установлены отреставрированные памятники Павке Корчагину, Ленину, пионер и пионерка. В парке установлены советские ретро-лавочки с кованными чугунными ножками. За счёт спонсорских средств отремонтирован дом по адресу ул. Хитарова 28, на котором годом позже была установлена инсталляция «Путь в светлое будущее».

### 2014 год
В рамках празднования областного праздника Дня шахтёра были отремонтированы фасады домов по адресам: ул. Хитарова 26, ул. Энтузиастов 18, 31 и 33 (за счёт спонсоров).
Смонтирована спортивная площадка для занятием воркаутом.

## Общественная поддержка
Руководителю и создателю проекта «Кузбасс Соцгород» Павлу Клепикову в 2014 году было присвоено звание "Лауреат губернаторской премии «Молодость Кузбасса», в том же 2014 Павел становится победителем всероссийского конкурса «Лучший молодой работник ЖКХ и строительства» в номинации «Общественная деятельность».
Летом 2014 года на всероссийском молодёжном форуме Селигер-2014 состоялась презентация арт-объекта «КУЗБАСС СОЦГОРОД», где была представлена выставочная композиция эпохи индустриализации, музея-квартиры советского человека, достижения проекта «Кузбасс Соцгород». Проект восстановления исторического облика одобрили высокие гости молодёжного форума: заместитель председателя Госдумы Сергей Железняк, начальник Управления делами Федерального агентства по делам молодежи Иван Петрин, Председатель Комитета ТПП РФ по предпринимательству в сфере жилищного и коммунального хозяйства Андрей Широков, Председатель комиссии Общественной палаты Российской Федерации по местному самоуправлению и жилищно-коммунальной политике Светлана Разворотнева и другие.
В ноябре 2017 года создатель и руководитель проекта «Кузбасс Соцгород» Павел Клепиков Центральным районным судом г. Новокузнецка (судья Ефимцев О. В.) приговорен к пяти годам лишения свободы по ч. 4 ст. 159 УК РФ.
В поддержку Павла Клепикова с открытыми обращениями к представителям власти, правозащитникам выступили сотни новокузнечан, деятели культуры, сообщество учёных-экспертов, создана петиция в интернете.
В августе 2018 г. журналистское расследования обстоятельств уголовного дела против Павла Клепикова опубликовано в федеральной прессе.
Весной 2018 г. Советом по правам человека и гражданского общества при Президенте РФ (СПЧ) выдано Заключение на законность и обоснованность приговора суда. В заключении Совета говорится, что приговор Клепикову П. В. и Бредневой М. В. бездоказателен, а экспертное Заключение Кемеровской лаборатории судебной экспертизы Министерства юстиции РФ (эксперт Гаврюшин Р. С.) послужившее главным доказательством, выполнено с многочисленными нарушениями и не может служить главным доказательством вины Клепикова П. В.

## Включение Соцгорода в список культурного наследия
3 декабря 2016 года на Международном культурном форме в Санкт-Петербурге директор агентства развития Соцгорода Павел Клепиков поделился своей инициативой о возрождении исторической застройки Новокузнецка, который был инициирован группой молодых активистов. Участники круглого стола положительно оценили деятельность специалистов. В частности, международный эксперт, архитектор-партнер Бюро de Architekten Cie.b.v. Пи де Браун обратил внимание на то, что такие инициативы могут быть реализованы в любом регионе, главное — найти активную молодежь, которая готова работать на благо развития своей малой родины. В своем докладе международный эксперт поделился опытом сохранения исторической застройки на примере малого города в Нидерландах.
6 декабря 2016 года департамент по охране объектов культурного наследия Кемеровской области приказом N 55 переведён из объектов, обладающих признаками в разряд выявленных. На начало декабря 2016 года Соцгород проходит государственно-историческую экспертизу, которая определит перечень объектов, входящих в его состав, границы объекта и предмет охраны.

## Организации

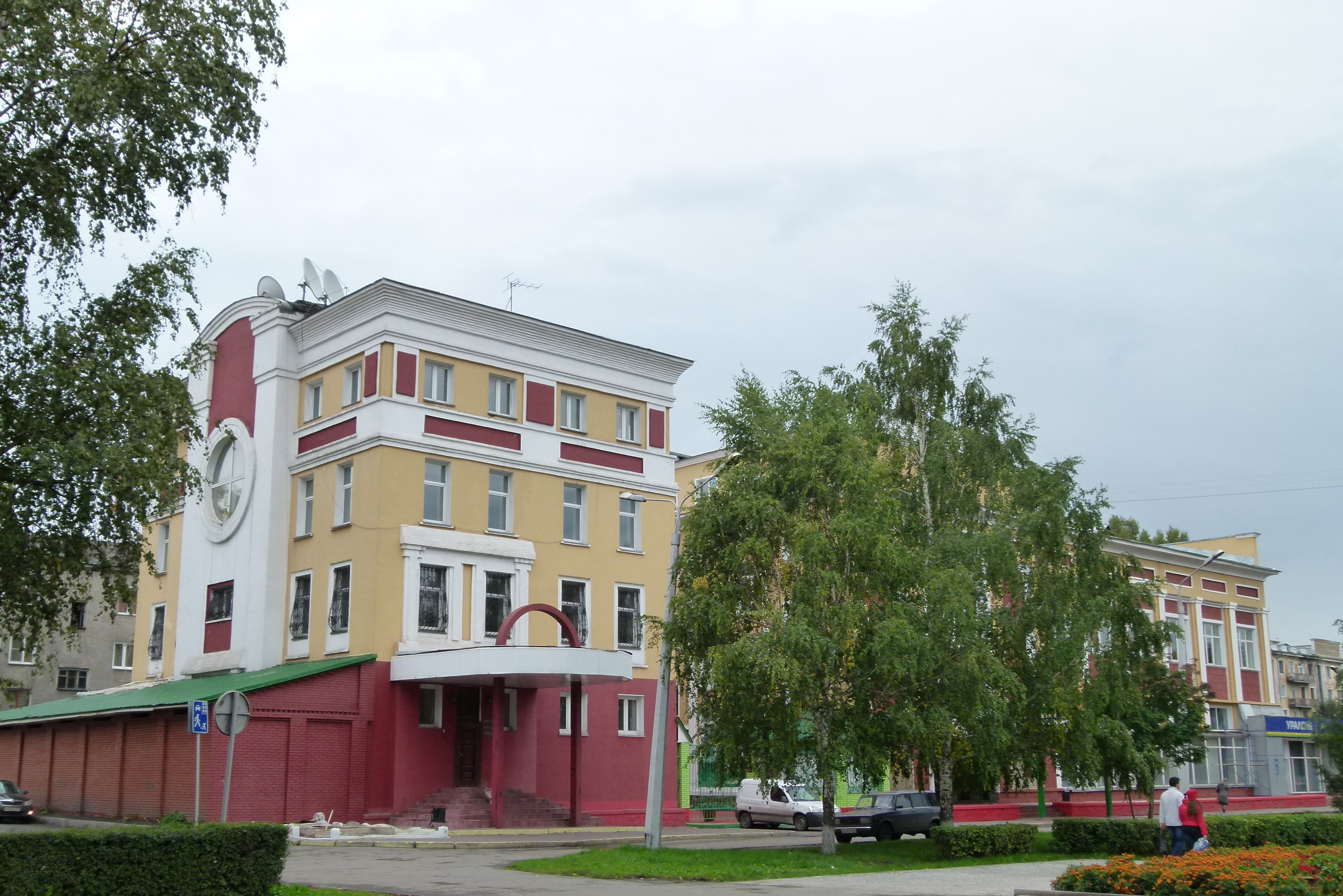
Здание ресторана «Москва»

- Храм Кирилла и Мефодия (Энтузиастов, 19)
- Новокузнецкая швейная фабрика (Энтузиастов, 16)
- 9 поликлиника (Хитарова, 32)
- Новокузнецкий краеведческий музей (Пионерский, 24)
- Ресторан «Москва» (Энтузиастов, 21)[6]
- Специализированная детско-юношеская спортивная школа олимпийского резервапо регби «Буревестник» (Энтузиастов, 7)

## Статистика
Территория большей частью совпадает с 6 административным участком Центрального РОВД Новокузнецка. По состоянию на 2016 год, на участке постоянно проживает 10519 человек. Имеется 59 жилых строений.